# Willem Ekkel
Willem Ekkel (Castricum, 5 februari 1965 - Amsterdam, 15 januari 2002) was een Nederlands programmamaker. Samen met zijn tweelingbroer Daan brak hij in 1985 door met het televisieprogramma Jonge Helden, dat werd uitgezonden door de VPRO. Hun vader is dichter Frits Ekkel.

## Carrière
In Jonge Helden gingen de gebroeders Ekkel op zoek naar de jongerencultuur in Nederland. Een groot aantal alternatieve bandjes, waaronder de Boegies en Weekend at Waikiki, kreeg in het programma de kans om zich op televisie te presenteren. Het programma werd uitgezonden tot 1988. Vanaf januari 1990 tot en met de laatste VARA dinsdag op Radio 3 op 29 september 1992, presenteerde Ekkel het radioprogramma Dubbellisjes (een knipoog naar het toentertijd bij kinderen populaire kauwgummerk Bubblicious). Daarna was hij nog te zien in televisieprogramma's als Ekkel Index en Terug naar de Kust voor Veronica en in 1997 korte tijd als presentator van Actienieuws bij SBS6.
In 1998 speelde Ekkel mee in de film Babylon van Eddy Terstall, waarin ook zijn broer te zien was. Waar Daan Ekkel echter in meerdere films te zien was, bleef het voor Willem bij één optreden. In 2000 werd er een hersentumor bij hem geconstateerd. Begin 2002 overleed Willem Ekkel aan de tumor, 36 jaar oud. Het verhaal van de film Simon vindt zijn oorsprong in het overlijden van Ekkel.
- International Standard Name Identifier: 0000 0003 9519 5965
- Nederlandse Thesaurus van Auteursnamen: 105426865
- Virtual International Authority File: 289844217
- WorldCat: E39PBJbtvQcPK4Xrm3tJrq7j4q

Willem Nijholt (1980, 1981) · Leoni Jansen (1982) · Willem Ruis (1983, 1984) · Edwin Rutten (1985, 1986) · Ati Dijckmeester (1985, 1986) · Ron Brandsteder (1987) · Simone Kleinsma (1987) · Sonja Barend (1988) · Herman van Veen (1990) · Youp van 't Hek (1991) · Sylvia Millecam (1992) · Erik van Muiswinkel (1992) · Henk Westbroek (1992) · Coen Flink (1993) · Frank Groothof (1994) · Willem Ekkel (1994) · Peter Tuinman (1994) · Harry van Rijthoven (1994) · Carola Hamer (1994) · Paul de Leeuw (1995, 1996) · Menno Bentveld (1997) · Joep Onderdelinden (1998, 2020) · Marcel Faber (1998) · Aldith Hunkar (1999) · Marscha de Haan (2000) · Neel Brands (2000) · Maud Hawinkels (2001) · Klaas van der Eerden (2002, 2003, 2004) · Claudia de Breij (2004, 2005, 2009, 2012) · Jochem Myjer (2006) · Isolde Hallensleben (2007) · Jack van Gelder (2008) · Ali B (2008) · Frank Evenblij (2009) · Sara Kroos (2011) · Lex Uiting (2013, 2014, 2015, 2016, 2017) · Dolores Leeuwin (2013) · Dieuwertje Blok (2014) · Milouska Meulens (2015) · Anne Appelo (2018, 2019, 2020) · Pepijn Gunneweg (2018, 2019) · Plien van Bennekom (2020) · Kiefer Zwart (2020) · Ridder van Kooten (2020, 2021) · Esmée van Kampen (2021) · André Dongelmans (2021) · Jurre Geluk (2023)